# Vergeltung (Ledig)
Vergeltung, das zweite Werk des realistischen deutschen Schriftstellers Gert Ledig, ist ein apokalyptischer Antikriegsroman, der auf autobiografische Erlebnisse des Autors zurückgeht und sich der Epoche der Nachkriegsliteratur zurechnen lässt.
Er erschien erstmals im Herbst 1956 im S. Fischer Verlag in Frankfurt am Main und handelt von einem fast 70-minütigen, mittäglichen Bombenangriff der amerikanischen Luftwaffe auf eine ungenannte deutsche Stadt gegen Ende des Zweiten Weltkriegs, in dessen Verlauf eine hohe Anzahl von Zivilisten und Militärangehörigen gewaltsam ums Leben kommt. Dabei werden die Ereignisse sowohl aus deutscher als auch amerikanischer Perspektive mit großer Direktheit und ohne Aussparung grausamer Details geschildert.
Im Gegensatz zu Ledigs Debütroman Die Stalinorgel, der von Kämpfen an der Ostfront in der Nähe von Leningrad berichtet und auch ein internationaler Erfolg war, wurde Vergeltung vom zeitgenössischen deutschen Publikum weitgehend abgelehnt. Das Werk geriet schnell in Vergessenheit und wurde nicht wieder neu aufgelegt. Erst gegen Ende der 1990er Jahre, kurz vor Ledigs Tod, fand der Roman eine weitaus größere Akzeptanz und eine breitere Leserschaft, verbunden mit mehreren Neuausgaben im Suhrkamp Verlag (ab 1999) und Übersetzungen ins Niederländische (2001 unter dem Titel Vergelding), Englische (2003; Payback), Französische (2003; Sous les bombes), Spanische (2006; Represalia) sowie Kroatische (2008; Odmazda). Zum gleichen Zeitpunkt lässt sich auch ein verstärktes und bis heute anhaltendes Interesse der Literaturwissenschaft an Ledigs Werk feststellen.

## Handlung
Geschildert wird das Schicksal der Bewohner und Verteidiger einer nicht namentlich genannten deutschen Großstadt sowie einer amerikanischen Bomberbesatzung, die sich der Stadt im Rahmen eines Großangriffs im Formationsflug genähert hat. Dabei lassen sich insgesamt zwölf Handlungsstränge ausmachen, die alle im Zusammenhang mit dem Luftangriff stehen und mehr oder minder gleichberechtigt nebeneinander firmieren, auch wenn sie unterschiedlich umfangreich sind.
Acht dieser Handlungsstränge beziehen sich auf einzelne Figuren oder Figurengruppen. So wird während des Angriffes der amerikanische Bomber von deutschen Jägern abgeschossen, die Mannschaft ist daher zum Ausstieg gezwungen. Einer der amerikanischen Flieger, Sergeant Jonathan Strenehen, fällt nach seiner geglückten Landung in die Hände einiger Deutscher und wird im Widerspruch zur Genfer Konvention, die ihm als Kriegsgefangenen körperliche Unversehrtheit garantiert, grausam misshandelt, obwohl er zuvor mit Absicht das Zielgerät seines Bombers auf einen Friedhof ausgerichtet hatte, um die Zivilbevölkerung zu verschonen – wovon diese allerdings nichts erfährt. Zwar kommen ihm einige deutsche Zivilisten später zur Hilfe, aber schließlich stirbt Strenehen an den Folgen der brutalen Misshandlungen, die eher auf den Sadismus einiger Zivilpersonen zurückgehen als auf die furchtbare Erfahrung der Bombardierung.
Daneben stehen die Schicksale des suizidalen Ehepaares Cheovski, eines Bergungstrupps, einer Gruppe hungergeplagter osteuropäischer Zwangsarbeiter, eines kriegsversehrten Leutnants einer Flakbatterie, einer angetrunkenen Gruppe Soldaten sowie eines seine Angehörigen suchenden und darüber fast dem Wahnsinn verfallenden Familienvaters. Dargestellt wird auch das Schicksal einer jungen Frau, die nach einem Bombeneinschlag im Luftschutzkeller verschüttet und später von einem älteren Deutschen, der später Selbstmord begeht, unter Ausnutzung der besonderen Umstände vergewaltigt wird. Darüber hinaus weisen vier weitere Handlungsstränge einen festen Bezug zu einem bestimmten Schauplatz auf. Hierzu zu rechnen sind ein die Luftverteidigung der betroffenen Stadt koordinierender Befehlsstand, eine Geschützstellung, ein nur in Großstädten wie Berlin oder Wien anzutreffender Hochbunker sowie ein Umspannwerk.
Bemerkenswert ist, dass – vom Schicksal Strenehens abgesehen, der als einzige Figur konsequent namentlich genannt wird und noch am ehesten als Protagonist bezeichnet werden könnte – weitgehend offenbleibt, ob die übrigen Handelnden den Bombenangriff auch tatsächlich überstehen oder nicht.

## Aufbau und narrative Struktur
Der Roman ist in dreizehn Kapitel aufgeteilt, die von einem Prolog und einem Epilog mit genauen Angaben bezüglich der Tageszeit umrahmt werden: Die Handlung spielt sich genau zwischen 13:01 und 14:10 Uhr ab. Dabei fällt auf, dass die Erzählzeit die erzählte Zeit von gut einer Stunde um ein Wesentliches übersteigt. Es ist daher davon auszugehen, dass die dargestellten Handlungsstränge simultan verlaufen.
Alle Kapitel bestehen aus einzelnen kurzen bis sehr kurzen Textfragmenten, die jeweils Momentaufnahmen der jeweiligen Handlungsstränge darstellen und so montiert sind, dass sie bei der Erstrezeption gehörig zur Verwirrung des Lesers beitragen. Damit spiegelt sich die Desorientierung der vom Bombenangriff betroffenen Figuren auch auf der formalen Ebene der Romangestaltung wider. An den Kapitelanfängen stehen jeweils in Kursivschrift autobiografische Abrisse, die aus der Ich-Perspektive vom Schicksal einer der beteiligten Figuren in Form von Lebensläufen, Briefen und Monologen berichten. Vergeltung weist jedoch keine einheitlich durchgehende Handlung auf, sondern einzelne Kurzepisoden, die immer wieder bereits begonnene Handlungsstränge erneut aufgreifen und fortführen. Dabei findet ein stetiger, rasanter Wechsel von Handlungsschauplätzen und Figuren mit scharfen Schnitten statt. Insofern nähert sich die Erzählweise dem Medium des Films.
Einen Protagonisten im strengen Sinne als Hauptträger der Handlung gibt es ebenso wenig wie einen zentralen Konflikt, um den sich das Geschehen dreht. Meist werden die beteiligten Personen nur anhand ihres militärischen Ranges oder ihrer Berufsrolle identifiziert, wodurch der Eindruck eines kollektiven Erlebens entsteht. Eine Kontextuierung der einzelnen Erzählstränge erfolgt ansatzweise durch die erwähnten autobiografischen Skizzen an den Kapitelanfängen. Diese ist allerdings unvollständig und fragmentarisch.
Von den Kurzbiografien abgesehen, weist der Roman eine auktoriale Erzählsituation auf. Der allwissende Erzähler, der nicht an der Handlung partizipiert, gibt die Gefühle und Gedanken unterschiedlicher Figuren wieder, konzentriert sich allerdings primär auf die Außenperspektive und verzichtet weitgehend auf eine Wertung oder Kommentierung des Dargestellten, die dem Leser überlassen wird. Durch diese fast durchgehend neutrale Erzählhaltung, die sich dem Dokumentarischen annähert, wirkt der Roman authentisch und glaubwürdig. Gleichzeitig ruft die weitgehende Aussparung von Kommentaren bisweilen den Eindruck einer nihilistischen Grundhaltung hervor. Lediglich ganz am Schluss wird die neutrale Erzählhaltung für einen Moment aufgebrochen. Zwar gesteht die Erzählerfigur an dieser exponierten Stelle ein, dass der im Verlauf des Romans geschilderte Luftangriff bzw. der alliierte Bombenkrieg gegen deutsche Städte im Zweiten Weltkrieg unvermeidlich gewesen sei, verweigert den Alliierten im gleichen Atemzug allerdings auch das Recht, mit der moralischen Autorität des Jüngsten Gerichts aufzutreten, wie es aus der christlichen Morallehre bekannt ist.

## Stilistik
Sprachkünstlerisch ist Ledigs zweiter Roman vor allem durch einen äußerst lakonischen und stakkatohaften Nominalstil geprägt, der ein extrem hohes Erzähltempo erzeugt und stark an die Trümmerlyrik erinnert, insbesondere an Günter Eichs berühmtes Gedicht Inventur. Das gilt auch für die Verwendung von Parataxen, Aussagesätzen, Ellipsen und den insgesamt relativ niedrigen Bildgehalt. Wertende Adjektive und Adverbien werden nur äußerst sparsam verwendet, um im Sinne eines realistischen Literaturbegriffs den Eindruck des Faktischen zu verstärken.
Gelegentlich kommt es zum Einsatz von Symbolen, die meist einen religiösen Bezug, etwa zur Theodizee-Problematik oder zur Passionsgeschichte, herstellen. In diesem Zusammenhang ist insbesondere die Kreuzsymbolik von Bedeutung, die leitmotivisch sowohl in christlicher als auch militärischer Konnotation in Gestalt des ‚Eisernen Kreuzes’ eingesetzt wird.

## Rezeption
Ledigs erster Roman Die Stalinorgel war im Claassen-Verlag erschienen. Das Manuskript von Vergeltung wurde jedoch mit deutlichen Worten abgelehnt. Der Verlag schrieb an Ledig:

„Es ist unsere Meinung hier, daß das Ms VERGELTUNG nicht gelungen ist und auch nicht gerettet werden kann, weil es Grauen auf Grauen häuft und keinen menschlichen Rest bestehen läßt, dem zuliebe der Leser all diese Grauen auf sich nimmt. Deshalb ist auch hier für den Lektor nichts Rechtes zu tun. Der Lektor kann wildes Fleisch wegschneiden, kann straffen usw. — hierfür aber ist in dem Ms VERGELTUNG kaum die Möglichkeit gegeben, weil der Autor dem Teilgeschehen, das ja in einem größeren Raum stattfindet, keine Gerechtigkeit widerfahren läßt.“

Der Roman erschien daher im S. Fischer Verlag.
Bei der zeitgenössischen bundesrepublikanischen Literaturkritik der 1950er Jahre stieß Vergeltung dann auch überwiegend auf scharfe Ablehnung. Zwar gab es vereinzelt auch durchaus lobende Beurteilungen in diversen DDR-Zeitschriften sowie in weniger bedeutsamen westdeutschen Publikationsorganen; in den dominanten Printmedien des damaligen westdeutschen Feuilletons wurde Ledigs Roman jedoch einhellig verrissen. Peter Hornung (Die Zeit) etwa kritisierte den Sprachstil Ledigs als „auf ein wahres Existenzminimum vereinfacht und verödet“.
Wolfgang Schwerbrock (Frankfurter Allgemeine Zeitung) bemängelte, der Roman sei „zu pathetisch und zu deklamatorisch“.
Auch an der vielfältigen Darstellung von Gewalt und Tod nahm man Anstoß. So bewertete E. R. Dallontano (Rheinischer Merkur) Ledigs mit der Schilderung einer Vergewaltigung einhergehenden Tabubruch als „widerwärtig“ und als „Triebfeder seiner Gruselei“. Rolf Becker (Kölner Stadtanzeiger) monierte, der Roman liefere lediglich „gehäufte Variationen des Grausigen“ und atme „den fatalen Geruch der nackten Sensation“. Durch Äußerungen wie diese entstand bei den Zeitgenossen der Eindruck, Ledigs Roman sei nicht als ernsthaftes Kunstwerk, sondern als Trivialroman zu betrachten. Dass Ledigs Werk den seriösen Versuch einer literarischen Aufarbeitung des Zweiten Weltkriegs darstellte, fand kaum Beachtung, wohl auch deshalb, weil das hinter dem Roman stehende ästhetische Konzept eine schonungslose und ungeschminkte Darstellung der allumfassenden und keine Unterschiede machenden Brutalität des modernen technisierten Krieges etwa an der sog. „Heimatfront“ vorsah, während man gleichzeitig in der Bundesrepublik heftig um die Wiederbewaffnung und den NATO-Beitritt stritt, was Ledigs Werk zum Zankapfel für die auf Remilitarisierung Westdeutschlands setzenden konservativen Literaturkritiker werden ließ, denen nicht daran gelegen war, militärische Konflikte als per se prekär darzustellen.
Lediglich Günther Rühle empfahl schon 1956 Ledigs Roman für die Bibliotheken der Bundeswehr und als Pflichtlektüre.
Marcel Reich-Ranicki urteilte 2003 rückblickend über die damalige Rezeption:

„Es war damals niemand am Krieg interessiert, am Krieg als Thema von Romanen oder von Theaterstücken. Daher der Misserfolg von Ledig. Das war zu hart, denn eine der Eigentümlichkeiten dieser beiden wichtigen Bücher von Ledig [Vergeltung und Stalinorgel] ist, dass er den Leser überhaupt nicht geschont hat.“

Im Zuge der Wiederveröffentlichung des Romans auf Betreiben Volker Hages im Herbst 1999, die ihren Anfang in der Debatte um W. G. Sebalds Zürcher Poetik-Vorlesung von 1997 nahm, änderte sich die Position der deutschen Literaturkritik jedoch grundlegend. Offensichtlich hatten sich die Rezeptionsbedingungen für Ledigs Werk in der Zwischenzeit ganz erheblich verbessert. Reinhart Baumgart (Die Zeit) lobte nun ausdrücklich die „knapp gehämmerten Sätze“ Ledigs und seine „Atemlosigkeit der Sprache“.
Stephan Reinhardt (Der Tagesspiegel) attestierte Ledig einen „erstaunlich dichte[n] Realismus“. Auch Peter Roos (Frankfurter Allgemeine Zeitung) zeigte sich von Ledigs „verzweifelte[r] Dokumentarliteratur“ zutiefst beeindruckt.
Am 29. Oktober 1999 wurde Vergeltung im Literarischen Quartett neben Werken wie Michel Houellebecqs Bestseller Elementarteilchen einem Millionenpublikum vorgestellt, was erheblich zur heutigen Popularität des Werkes beigetragen haben dürfte. Am 26. August 2005 sendete Radio Bremen eine gleichnamige Hörspielbearbeitung des Romans unter der Regie von Klaus Prangenberg.

## Textausgaben

### Deutschsprachige Ausgaben
- Vergeltung. S. Fischer Verlag, Frankfurt am Main, 1956. (Originalausgabe)
- Vergeltung. Mit einem Nachwort von Volker Hage. Suhrkamp Verlag, Frankfurt am Main, 1999. (Zahlreiche Nachdrucke u. a. 2000, 2001, 2003, 2004.) ISBN 978-3-518-39741-1.

### Hörspielausgabe
- Vergeltung: Hörspiel. Von Klaus Prangenberg (Regie) nach dem gleichnamigen Roman von Gert Ledig. Mit Nina Petri, Hannes Jaenicke, Stefan Aretz. Bremen: RB, 2004, 65 Min.

### Übersetzungen
- Tschechisch (Odplata, 1958)
- Niederländisch (Vergelding, 2000)
- Französisch (Sous les bombes, 2003)
- Englisch (Payback, 2003)
- Spanisch (Represalia, 2006)
- Kroatisch (Odmazda, 2008)

### Fachliteratur
- Dominic Berlemann: Zweitcodierung 'Reputation' – Luftkriegsliteratur. In: Niels Werber (Hg.): Systemtheoretische Literaturwissenschaft. Begriffe – Methoden – Anwendungen. Berlin: de Gruyter, 2011, S. 455–468.
- Dominic Berlemann: Das soziale Gedächtnis und der Nebencode des Literatursystems am Beispiel von Gert Ledigs Luftkriegsroman Vergeltung. In: Matthias Beilein, Claudia Stockinger, Simone Winko (Hg.): Kanon, Wertung und Vermittlung. Literatur in der Wissensgesellschaft, Berlin: de Gruyter, 2011, S. 77–92.
- Fritz Gesing: Sterben im Bombenhagel. Hans Erich Nossacks 'Der Untergang' und Gert Ledigs ‘Vergeltung’. In: Der Deutschunterricht, Heft 1, 54. Jg., 2002.
- Volker Hage: Nachwort zur Ausgabe von Vergeltung als Suhrkamp-Taschenbuch, Suhrkamp-Verlag, Frankfurt am Main 2001, S. 201–211
- Volker Hage: Zeugen der Zerstörung. Die Literaten und der Luftkrieg. Frankfurt am Main: Fischer, 2003. (geht auf Gert Ledigs Roman ein; Rezension (Memento vom 29. Januar 2016 im Internet Archive) von Uwe Schütte)
- Gabriele Hundrieser: Die Leerstelle der Leerstelle? Das Phänomen Gert Ledig, die Ästhetik der Gewalt und die Literaturgeschichtsschreibung. In: Weimarer Beiträge, Heft 3, 49. Jg., 2003, S. 361–378.
- Lars Koch: Fragmentiertes Dasein im Bombenhagel – Zu Gert Ledigs Luftkriegsroman 'Vergeltung'. In: Krieg und Gedächtnis, hrsg. von Waltraud Wende. Würzburg: Königshausen & Neumann, 2005, S. 190–204.
- Florian Radvan. Religiöse Bildlichkeit und transtextuelle Bezüge in Gert Ledigs Luftkriegsroman Vergeltung. In: Bombs Away! Representing the Air War over Europe and Japan, hrsg. von Wilfried Wilms und William Rasch. Amsterdam: Rodopi, 2006, S. 165–179.
- Florian Radvan: Nachwort. In: Gert Ledig: Die Stalinorgel. Suhrkamp, Frankfurt am Main 2003, ISBN 3-518-39962-4, S. 203–229.
- Gregor Streim: Der Bombenkrieg als Sensation und als Dokumentation. Gert Ledigs 'Die Vergeltung' und die Debatte um W.G. Sebalds ‘Luftkrieg und Literatur’. In: Krieg in den Medien, hrsg. von Heinz-Peter Preußer. Amsterdam: Rodopi, 2005, S. 293–312.

### Rezensionen und Interviews
- Reinhart Baumgart: Massaker zur Mittagsstunde. In: Die Zeit, 9. Dezember 1999.
- Rolf Becker: Ein Roman des Bombenkriegs. In: Kölner Stadtanzeiger, 13. Oktober 1956.
- E.R. Dallontano: Gruselkabinett mit Bomben. In: Rheinischer Merkur, 7. Dezember 1956.
- Die Literatur ist dazu da, das Leiden der Menschen zu zeigen. Interview mit Marcel Reich-Ranicki, von Volker Hage. In: Der Spiegel, 24. Juli 2003.
- Volker Hage: Berichte aus einem Totenhaus. In: Der Spiegel, 1. April 2003.
- Peter Hornung: Zuviel des Grauens. In: Die Zeit, 15. November 1956.
- H.-Georg Lützenkirchen: Verdrängter Luftkrieg? Drei Gegenbeispiele von Hans Erich Nossack, Gerd Ledig und Alexander Kluge. In: Literaturkritik.de, 2. Februar 2003. (Rezension.)
- Stephan Reinhardt: Gegenwart des Nichts. In: Der Tagesspiegel, 27. Februar 2000.
- Peter Roos: Den Toten schlägt keine Zeit. In: Frankfurter Allgemeine Zeitung, 19. Januar 2000.
- Wolfgang Schwerbrock: Im Stil von Malaparte. In: Frankfurter Allgemeine Zeitung, 22. September 1956.